# Mobil-TV
Mobil-TV är en överföring av rörliga bilder och ljud till en mobil enhet, till exempel en mobiltelefon, i en TV-liknande form.
Mobil-TV är ett samlingsnamn och innefattar så väl mottagning med lokal mottagare av till exempel marksänd digital-tv, som streamad media över radiobaserade nätverk, eller via nedladdning och lokal lagring av mediefilerna före själva tittandet.
För närvarande[när?] finns det två sätt att leverera Mobil TV. Den första är via existerande tvåvägs-mobilnät (dvs både en kommunikation till och från användaren finns) och det andra är genom att bygga dedikerade enkelriktade sändningsnätverk, till exempel genom DVB-H, MediaFLO, DMB eller DAB. Av de drygt 120 kommersiellt lanserade mobila tjänsterna världen över, är mer än 90 % av dessa lanserade i dagens mobilnät och tekniken som används på mobilnäten är "unicast". Med "unicast" sänds innehåll separat från en enskild källa till en enskild destination till exempel från en server till en mobiltelefon och på så sätt får varje individ det innehåll som den vill ha. Med "broadcast-teknik" sänds samma innehåll till en stor mängd mobilanvändare.